# Tschechische Frauen-Handballnationalmannschaft
Die tschechische Frauen-Handballnationalmannschaft vertritt seit der Teilung der Tschechoslowakei die Tschechische Republik bei Länderspielen und internationalen Turnieren.

## Platzierungen bei Meisterschaften

### Weltmeisterschaften (Halle)
- Weltmeisterschaft 1993: 09. Platz
- Weltmeisterschaft 1995: 13. Platz
- Weltmeisterschaft 1997: 13. Platz
- Weltmeisterschaft 1999: 19. Platz
- Weltmeisterschaft 2003: 15. Platz
- Weltmeisterschaft 2013: 15. Platz
- Weltmeisterschaft 2017: 08. Platz
- Weltmeisterschaft 2021: 19. Platz (von 32 Teams)
Team: Karin Řezáčová (eingesetzt in 5 Spielen / 0 Tore erzielt), Jana Knedlíková (6/11), Silvie Polášková (4/1), Kamila Kordovská (6/10), Veronika Andrýsková (6/1), Veronika Mikulášková (6/2), Markéta Hurychová (6/3), Adéla Stříšková (6/6), Petra Kudláčková (6/0), Julie Franková (6/2), Dominika Zachová (6/21), Sára Kovářová (6/19), Markéta Jeřábková (6/24), Veronika Malá (6/20), Michaela Malá (1/0), Michaela Holanová (6/7), Magda Kašpárková (2/0), Charlotte Cholevová (6/11);[1] Trainer war Jan Bašný.
- Weltmeisterschaft 2023: 08. Platz (von 32 Teams)
Team: Charlotte Cholevová (9/41), Eliška Desortová (5/3), Katka Dresslerová (8/3), Anna Franková (7/4), Julie Franková (9/7), Markéta Jeřábková (9/63), Anna Jestříbková (9/11), Kamila Kordovská (1/0), Sára Kovářová (6/4), Petra Kudláčková (9/1), Natálie Kuxová (8/9), Veronika Malá (9/46), Sabrina Novotná (7/0), Alena Stellnerová (0/0), Adéla Stříšková (5/6), Dominika Zachová (9/17), Markéta Šustáčková (9/27)[2]
Trainer: Bent Dahl
- Weltmeisterschaft 2025:
- Weltmeisterschaft 2031: qualifiziert als Co-Organisator

### Europameisterschaften
- 1994: 08. Platz
- 1996: nicht qualifiziert
- 1998: nicht qualifiziert
- 2000: nicht qualifiziert
- 2002: 08. Platz
- 2004: 15. Platz
- 2006: nicht qualifiziert
- 2008: nicht qualifiziert
- 2010: nicht qualifiziert
- 2012: 12. Platz
- 2014: nicht qualifiziert
- 2016: 10. Platz
- 2018: 15. Platz

Mannschaftsaufstellung bei der Europameisterschaft 2018
- 2020: 15. Platz

Mannschaftsaufstellung bei der Europameisterschaft 2020
- 2022: nicht qualifiziert
- 2024: 14. Platz (von 24 Teams)

- Veronika Andrýsková, Charlotte Cholevová, Eliška Desortová, Katka Dresslerová, Anna Franková, Julie Franková, Markéta Jeřábková, Kristýna Königová, Petra Kudláčková, Veronika Malá, Sabrina Novotná, Simona Schreibmeierová, Valerie Smetková, Alena Stellnerová, Markéta Šustáčková, Patricie Wizurová, Dominika Zachová; Trainer: Bent Dahl

- 2026: qualifiziert als Co-Gastgeber [3]

### Olympische Spiele
Bisher keine Teilnahme.

## Kader
| Petra Kudláčková     | DHC Slavia Prag                 |
| Sabrina Novotná      | Házená Kynžvart                 |
| Karin Řezáčová       | DHK Baník Most                  |
| Dominika Zachová     | DHK Baník Most                  |
| Anna Franková        | TuS Metzingen                   |
| Sára Kovářová        | MKS Lublin                      |
| Markéta Šustáčková   | Molde HK                        |
| Silvie Polášková     | Piotrcovia Piotrków Trybunalski |
| Charlotte Cholevová  | Brest Bretagne Handball         |
| Natálie Kuxová       | DHK Baník Most                  |
| Julie Franková       | DHC Slavia Prag                 |
| Veronika Mikulášková | DHK Baník Most                  |
| Markéta Jeřábková    | Ikast Håndbold                  |
| Kamila Kordovská     | Handball Plan-de-Cuques         |
| Eliška Desortová     | HC DAC Dunajská Streda          |
| Veronika Malá        | SG BBM Bietigheim               |
| Adéla Stříšková      | DHK Baník Most                  |
| Klára Kubálková      | DHK Zora Olomouc                |
| Alena Stellnerová    | Sokol Písek                     |
| Anna Jestříbková     | DHK Baník Most                  |
| Katka Dresslerová    | Házená Kynžvart                 |

## Trainer
Bis Sommer 2022 trainierte Jan Bašný zwölf Jahre lang das Team, mit ihm nahm die Mannschaft an vier Europa- und drei Weltmeisterschaften teil. Im September 2022 wurden die Norweger Bent Dahl zum Trainer und Tor Odvar Moen als Assistent berufen. Seit Februar 2025 trainieren Tomáš Hlavatý und Daniel Čurda die tschechische Auswahlmannschaft.